# 斯托里 (阿肯色州)
斯托里（英語：Story）是位於美國阿肯色州蒙哥馬利縣的一個非建制地區。該地的面積和人口皆未知。

## 地理
斯托里的座標為34°41′35″N 93°31′04″W / 34.69306°N 93.51778°W，而該地的平均海拔高度為214米（即702英尺）。